# Central European Media Enterprises
Central European Media Enterprises (CME) — компания, которая владеет и управляет несколькими ведущими телеканалами в Восточной Европе. Основателем компании является миллиардер Рональд Лаудер, один из владельцев Estée Lauder Companies, СМЕ зарегистрирована на Бермудах и котируется на Пражской бирже, а также на бирже NASDAQ в США.

## Собственники и руководство
В 2007 году украинский бизнесмен Игорь Коломойский за 110 млн долларов приобрёл 3 % акций Central European Media Enterprises.
В 2009 году компания Time Warner приобрела 31 % акций CME на бирже NASDAQ за 241,5 млн долларов. 60 % голосующих акций на тот момент принадлежало Рональду Лаудеру.
В 2010 г. она продала свой пакет компании «Harley Trading Limited», принадлежащей И. Коломойскому.

## Деятельность
Выручка в 2008 году — 1 млрд долларов, EBITDA — 345,7 млн долларов.

## Телеканалы
- Хорватия
  - Nova TV
  - Doma TV
  - Mini TV
- Чехия
  - Galaxie Sport
  - Nova Cinema
  - TV Nova
- Румыния и Молдавия
  - Acasă
  - Acasă Gold
  - Pro Cinema
  - Pro TV
  - Pro TV Internaţional
  - Pro Arena
- Словакия
  - Galaxie Sport
  - Markíza
- Словения
  - Kanal A
  - POP TV
  - POP BRIO